# Ватра (озеро)
Озеро Ватра — льодовикове озеро, розташоване у Битівському поозер'ї, у селі Удорп'є неподалік від Битова. Площа дзеркала води становить близько 4,8 га. Дзеркало води знаходиться на висоті 159,2 м над рівнем моря, глибина озера досягає 4 м.

## Історія і локальне значення
На довоєнних картах озеро мало німецьку назву Hygendorfer See від назви розташованого поруч села Hygendorf — зараз Удорп'є. Після Другої світової війни, коли навколишні райони були передані до Польщі, озеро не мало офіційної назви.
Починаючи з 1992 року, через близькість до місця, що належить місцевій греко-католицькій парафії, яка проводить в районі озера фестиваль української меншини Польщі — Битівська Ватра озеро отримало офіційну назву «Ватра» (в українській мові традиційна назва великого вогнища).
Через вихід з ладу дренажної системи вода озера Ватра періодично заливає навколишні луки та загрожує руйнуванням муніципальної дороги № 212, яка проходить поруч. Також через підвищення рівня озера 2011 року було під загрозою проведення фестивалю "Битівська Ватра". Озеро має туристичний і рекреаційний потенціал, який планується розвивати відповідно до стратегії розвитку гміни Битів на 2015-2025 роки.